# 술레이 수피
술레이 수피(러시아어: Сулейман Суфи)는 1380년대 화레즘 북동부를 통치한 지도자이다. 온기라트 왕조의 후손인 술레이 수피는 화레즘의 대표 왕조인 후세인 수피 왕조의 지도자였다. 유수프 수피와 마잉 수피가 1370년부터 1388년까지 화레즘을 통치했다. 이들은 티무르에 대항하여 화레즘의 독립을 위해 싸웠다. 티무르는 1379년 우르겐치를 점령했다. 이후 화레즘의 잔존자들과 함께 술레이 수피가 티무르 북동부에 전력을 유지했다. 1379년 술레이 수피가 최고 통치자가 된 이후 토크타미시 칸과 동맹을 맺었다. 이로 인해, 1379년부터 1387년까지 화폐 제조를 화레즘 대신 토크타미시 칸의 백장한국이 하였다. 1387년 그는 토크타미시 칸에서 카마르 알딘의 트란스옥시아나 진군에 참여했다. 역사학자 나탄지는 아크차 오그란과 아들 후탈리얀이 카이호스로바로 향했고 하레즘스키는 1372년 티무르의 공격으로 사망했다. 1388년 티무르가 화레즘 공세를 시작하여 최후의 화레즘 지역을 파괴했다. 술레이 수피는 북쪽으로 도망가여 토크타미시 칸으로 갔으며 화레즘은 티무르가 점령하게 되었다.

## 참고 문헌
- (러시아어) Б. А. Ахмедов. Государство кочевых узбеков. Москва, "Наука", 1965
- (러시아어) Р. Ю. Почекаев. «Цари ордынские» — Санкт-Петербург. Евразия. 2010